# Charles Jacques Nicolas Duchâtel
Pour les articles homonymes, voir Duchatel.
 (mars 2019).
Si vous disposez d'ouvrages ou d'articles de référence ou si vous connaissez des sites web de qualité traitant du thème abordé ici, merci de compléter l'article en donnant les références utiles à sa vérifiabilité et en les liant à la section « Notes et références ».
Le comte Charles Jacques Nicolas Duchâtel est un haut fonctionnaire et homme politique français né le 29 mai 1751 à Tinchebray (Orne) et mort le 24 septembre 1844 à Mirambeau (Charente-Inférieure). 
Il fut notamment le premier directeur général de l'administration de l'Enregistrement et des Domaines sous l'Empire et pair de France sous la monarchie de Juillet.

## Biographie
Issu d'une famille noble, Charles Jacques Nicolas Duchâtel fut directeur et receveur général des Domaines du Roi dans la généralité de Bordeaux lorsque la Révolution française éclata. Il fut maintenu comme directeur de l'Enregistrement et des Domaines du département de la Gironde lors de la réorganisation de 1791.
Arrêté comme suspect et incarcéré en 1793, il parvint à s'évader et fut réintégré dans ses fonctions après le 9 thermidor, mais ne tarda pas à devoir quitter Bordeaux en raison de la loi de Germinal qui écartait les ex-nobles dits "ci-devants" des villes maritimes. 
Il se retira à la campagne pendant quelques mois avant d'être nommé administrateur du département puis élu, le 25 vendémiaire an IV (17 octobre 1795), député de la Gironde au Conseil des Cinq-Cents. 
Il prit part aux discussions sur les matières financières et fut l'auteur de l'importante loi sur l'Enregistrement du 22 frimaire an VII (12 décembre 1798). Il présenta sur les hypothèques, sur les domaines engagés, sur les postes et messageries, des rapports qui firent autorité et constituaient autant de traités complets sur ces matières.
Après le coup d'État du 18 brumaire, Duchâtel entra dans la régie de l'Enregistrement et des Domaines. Napoléon Bonaparte le nomma conseiller d'État (24 décembre 1799) et lui confia des missions administratives dans la 23e et la 7e divisions militaires. C'est d'après son rapport que fut décidée l'ouverture de la route du Simplon, au pied du rocher de Meillerie, sur le lac Léman[Quoi ?].
En 1801, il fut nommé directeur général de l'administration de l'Enregistrement et des Domaines et occupa ces importantes fonctions jusqu'au 16 juillet 1815 et fut créé comte de l'Empire en 1808.
Tombé en disgrâce avec la Seconde Restauration, il fut élu député, le 24 novembre 1827, par le collège de département de la Charente-Inférieure, huit jours après avoir échoué dans le 4e arrondissement électoral du même département (Jonzac). 
Il siégea au Centre Gauche, vota l'adresse des 221 contre le ministère Polignac et fut réélu, le 23 juin 1830, dans le 4e arrondissement électoral de la Charente-Inférieure.
Son mandat lui fut renouvelé le 5 juillet 1831 mais Louis-Philippe, auprès de qui il était en grande faveur, le créa pair de France le 25 janvier 1833. 
À la Chambre Haute, il fit partie de la majorité ministérielle.
Il fut chevalier de la Légion d'honneur le 9 vendémiaire an XII, commandeur le 25 prairial suivant, membre du comité de la Grande Chancellerie de l'Ordre en 1809, grand officier le 30 juin 1811, grand-croix le 30 avril 1836.
Il avait épousé Adèle Papin, fille de Jean-Baptiste Papin, comte de Saint-Christau, homme politique et juriste français. 
Il eut deux fils :
- Charles Marie Tanneguy, comte Duchâtel (Paris,1803-1867), journaliste, fondateur et rédacteur en chef de la revue "Globe", député de Jonzac après son père en 1833, conseiller d'Etat, ministre du Commerce de 1834 à 1836, des Finances en 1839 (ministère Guizot), ministre de l'Intérieur de 1840 à 1848; émigré en Angleterre avec le roi déchu, revenu en France mais retiré de la vie politique, il devint un "amateur distingué de peinture" et membre de l'Académie des Beaux-Arts depuis 1846;

- Napoléon Joseph Léon, vicomte Duchâtel (1804-1884), préfet et député sous la Monarchie de Juillet.

et le grand'père de Charles Tanneguy (Paris, 1838-1907), député de l'arrondissement de Jonzac le 8/02/1871, conseiller général du canton de Mirambeau (17) le 3/10/1871, ministre plénipotentiaire à Copenhague en 1876, puis à Bruxelles en 1878, ambassadeur à Vienne en 1880, à nouveau député en 1885; il fut pendant 25 ans maire de Mirambeau, commune où il possédait un château familial et où il fut inhumé. 
(Dictionnaire biographique des Charentais et de ceux qui ont illustré les Charentes, Le Croît Vif, 2005, pp. 456 et 457).

## Résidences
- 1801-1815 : Paris, 2 rue de Choiseul, hôtel de l'Administration de l'enregistrement et des domaines

Le château de Mirambeau, ancienne forteresse féodale plusieurs fois saccagée et rebâtie, acheté par Charles Duchatel en 1818 à un marquis de Caupenne, fut restauré et modernisée entre 1825 et 1836 par l'architecte Poitevin. Le parc actuel s'étend aujourd'hui sur huit hectares.
La demeure de style Renaissance ayant conservé des éléments de décoration et du mobilier ancien, devenue un luxueux hôtel appartenant à la chaîne "Relais et Châteaux", second Cinq Etoiles du département, a été acquise en 2011 par l'investisseur italien Walter Mainetti ( "Journal des Professionnels" - Poitou-Charentes- Limousin-Vendée n°107, décembre 2011-janvier 2012, p.20 ).
Tanneguy Duchatel fonda un orphelinat à Mirambeau, qui compte l'avenue Comtes Duchatel. 
Le "fonds Duchatel", archives privées transmises par mariage aux ducs de La Tremoille, puis après la mort accidentelle en 1933 du 12e et dernier duc, à ses neveux Lamoral, princes de Ligne, sont conservées au château de Serrant.